# Distretto di Przeworsk
Il distretto di Przeworsk (in polacco powiat przeworski) è un distretto polacco appartenente al voivodato della Precarpazia.

## Storia
L'attuale territorio del distretto di Przeworsk ha fatto parte dell'Impero Austriaco fino alla Grande Guerra, al termine della quale è entrato a far parte del riformato Stato Polacco.

## Geografia fisica
L'area è prevalentemente collinare e divisa tra piccole piantagioni e campi coltivati.
Il nord del territorio è attraversato dai fiumi Wisłok e San, che a tratti segnano i confini con i distretti di Leżajsk, Jarosław e Lubaczów.

## Geografia antropica

### Suddivisioni amministrative
Il distretto comprende 9 comuni.
- Comuni urbani: Przeworsk
- Comuni urbano-rurali: Kańczuga, Sieniawa
- Comuni rurali: Adamówka, Gać, Jawornik Polski, Przeworsk, Tryńcza, Zarzecze

## Società
Il territorio è abitato in maggioranza da Polacchi, tuttavia sono presenti da secoli minoranze di Ucraini, Lemchi e Bojko. La stragrande maggioranza della popolazione è cristiana cattolica.